# Atlant

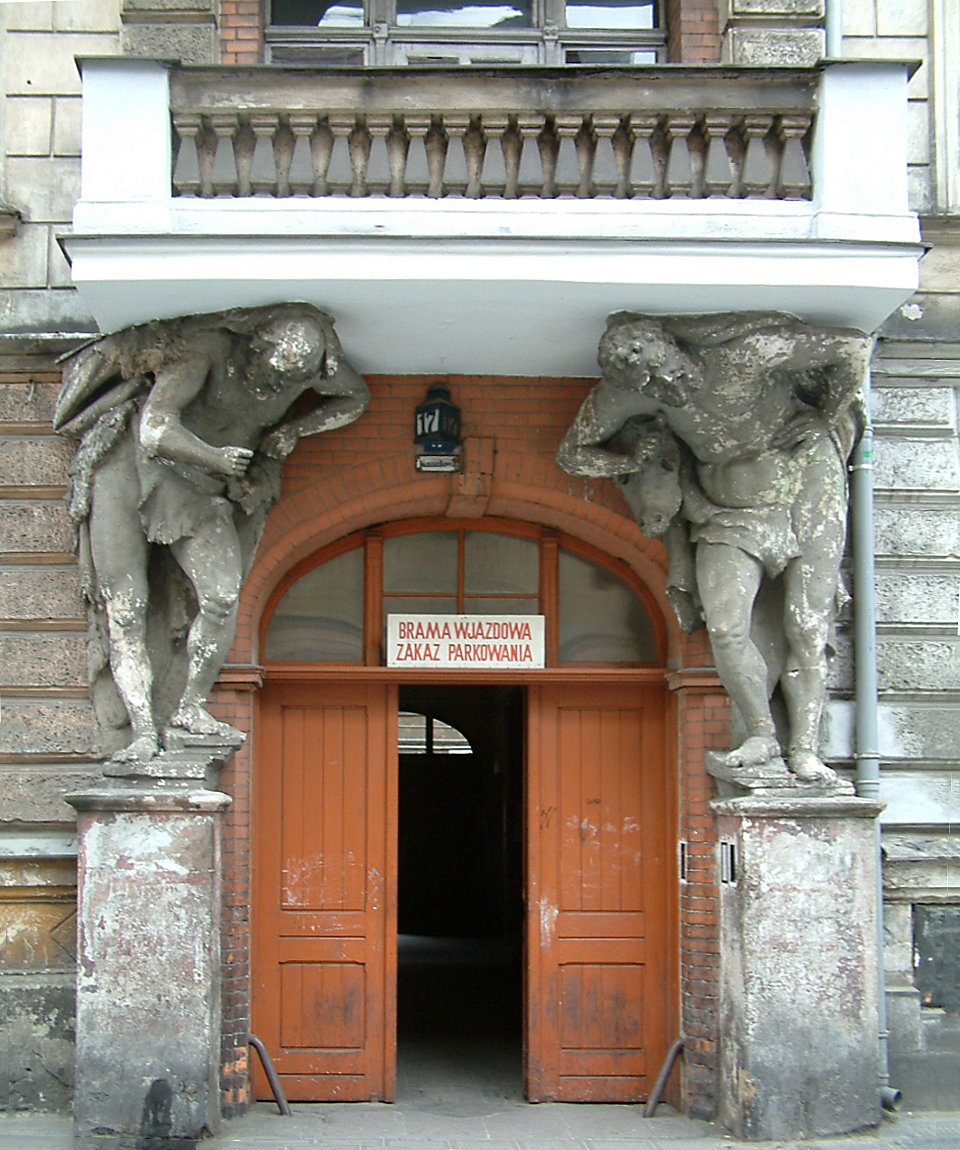
Atlanty w eklektycznym portalu (Poznań, Kanałowa 17)

Atlant (lm. atlanty; także gigant, telamon, herkulant, gr. átlas, átlantos) – postać muskularnego mężczyzny podtrzymującego głową, barkami lub rękami element architektoniczny (np. belkowanie, strop, balkon itp.), podpora zastępująca filar, kolumnę.
Atlant znany był już w architekturze starożytnej jako męski odpowiednik kariatydy, a rozpowszechniony został w epoce baroku. Pochodzenie nazwy łączy ją z mitycznym tytanem Atlasem dźwigającym sklepienie nieba.